# Ursula Poznanski
Ursula Poznanski, född 30 oktober 1968 i Wien, är en österrikisk författare som skriver ungdomslitteratur och thriller.
Poznanski studerade ungefär tio år vid universitetet i Wien innan hon började som journalist för medicinska publikationer. Hon började skriva ungdomsböcker efter sin sons födelse. Hon vann bland annat det tyska ungdomslitteraturpriset för boken Erebos samt 2018 det österrikiska priset för kriminalromaner.